# Zadní Zvonková

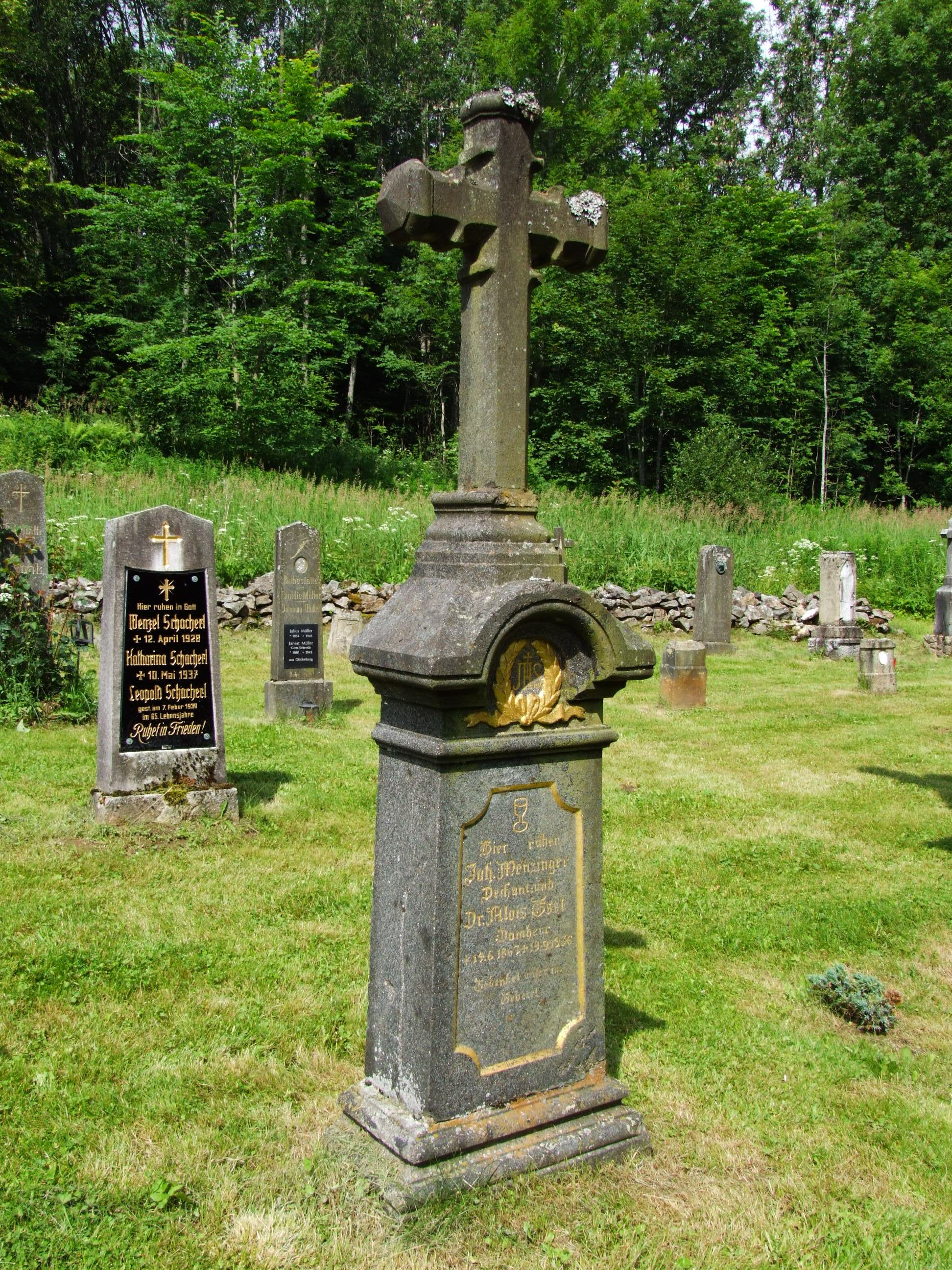
Opravený hřbitov v sousedství kostela

Zadní Zvonková (německy Hinter-Glöckelberg) je zaniklá vesnice na pravém břehu Lipna u hranice s Rakouskem, původně součást obce Zvonková, dnes součást města Horní Planá v okrese Český Krumlov. Nedaleko ní se nachází osada Přední Zvonková.
V Zadní Zvonkové je přeshraniční propojení Zadní Zvonková - Schöneben.

## Historie
Její poloha se jí stala osudnou. Přímo obcí totiž procházela tzv. „železná opona“ – Zadní Zvonková se tak po 2. světové válce ocitla v zakázaném hraničním pásmu a byla po odsunu německého obyvatelstva srovnána se zemí. Stát zde zůstaly pouze tři budovy: kostel sv. Jana Nepomuckého, fara a dům, který dnes funguje jako penzion. Přední Zvonková sice administrativně přežila a obyvateli se jí stali příslušníci Pohraniční stráže.

## Pamětihodnosti
- Kostel sv. Jana Nepomuckého v Zadní Zvonkové pochází z let 1788–1794. Po požáru v roce 1876 byl novogoticky upraven. V padesátých letech 20. století byl odsouzen k zániku.[3] V době končícího komunistického režimu z něj zbývalo pouze zarostlé torzo bez střechy s pobořenou věží i obvodovými zdmi. Chrámovou lodí a vymlácenými okny prorůstaly vzrostlé stromy. Díky péči zejména německých původních obyvatel či jejich potomků a příznivců se kostel dočkal nákladné opravy. Obnoven a nově upraven byl i zcela zdevastovaný přilehlý hřbitov. O několik let později byl opraven i blízký dům u cesty, v němž bývalo umístěno malé muzeum věnované německy píšícímu spisovateli a básníkovi Johannesi Urzidilovi. Muzeum řadou dobových fotografií a artefaktů vypovídalo o životě v dnes již zaniklé obci. Expozice ale již byla uzavřena.[4]
- Památkově chráněný barokní kříž z roku 1740.[5]
- Schwarzenberský plavební kanál

## Osobnosti

### Engelmar Unzeitig

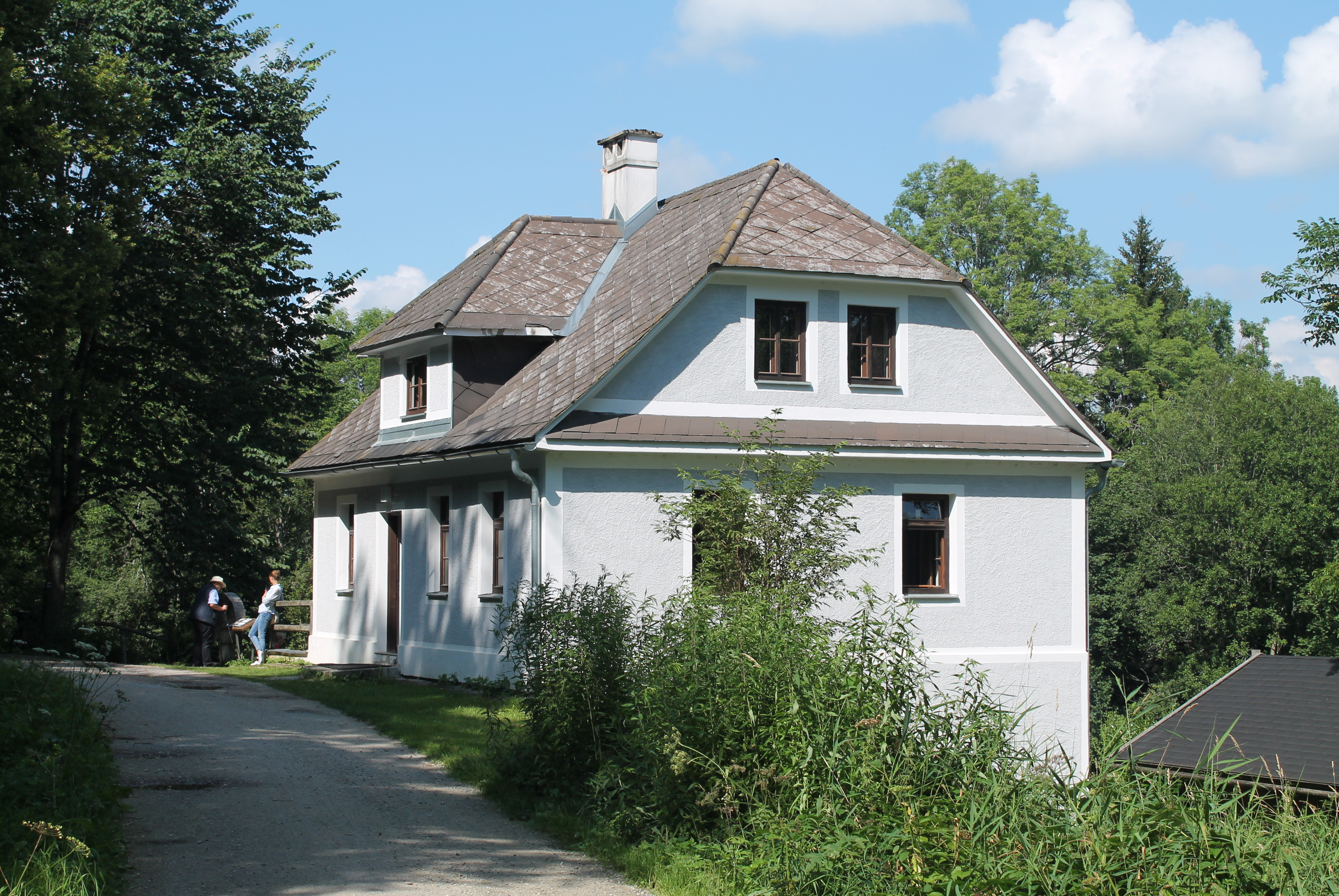
Zachovaný dům s muzeem

Mezi nejvýraznější osobnosti Zadní Zvonkové patřil Engelmar Unzeitig (1911–1945). Do Zvonkové přišel jako farář v roce 1940 a stavěl se otevřeně proti nacismu. Kvůli svým výrokům byl rok nato zatčen gestapem a později se dostal do koncentračního tábora Dachau. V roce 1944 se v táboře rozšířil tyfus, Unzeitig nemocným spoluvězňům pomáhal, nicméně se nakazil a krátce před osvobozením v roce 1945 zemřel. Jeho popel se z Dachau podařilo propašovat do Würzburgu.
Někteří spoluvězni Unzeitiga označovali za světce a nazývali ho Anděl z Dachau. V červnu 1991 byl ve Würzburgu zahájen jeho kanonizační proces. V roce 2009 papež Benedikt XVI. potvrdil Unzeitigovy hrdinské ctnosti, v roce 2016 uznal papež František jeho mučednictví. 24. září 2016 byl v bavorském Würzburgu blahořečen.

### Johannes Urzidil
Dne 10. listopadu 1934 získal v Zadní Zvonkové domovské právo německy píšící spisovatel, básník, esejista a historik umění Johannes Urzidil, který ve 30. letech 20. století jezdil na letní byt do osady Josefův Důl.